# Червоний Будівельник (станція)
Червоний Будівельник (рос. Красный Строитель) — залізнична станція Курського напрямку МЗ, у складі лінії МЦД-2. Розташовано у Москві, за 1 км на схід від станції метро «Вулиця Академіка Янгеля». Остання станція Курського напрямку в межах МКАД. Відкрита в 1929 році.
Крім руху по Курському напрямку, є також безпересадкове сполучення з Ризьким та Білоруським напрямками МЗ через Олексіївську сполучну лінію.

## Пересадки
- Автобус: с941, 947, 990, с997